# Федеральный суд Швейцарии
Федера́льный суд Швейца́рии (нем. Bundesgericht, фр. Tribunal fédéral, итал. Tribunale federale, романш. Tribunal federal) — высший судебный орган  Швейцарской Конфедерации. Штаб-квартира с 1875 года расположена в городе Лозанна.
Судебная система Швейцарии состоит из двух уровней: федеральный и кантональный. На федеральном уровне в качестве судов первой инстанции действуют Федеральный уголовный суд, Федеральный административный суд и Федеральный патентный суд, которые рассматривают дела, вытекающие из федерального законодательства. На кантональном уровне существуют своя судебная система, имеются как нижестоящие, так и вышестоящие суды. В различных кантонах высшие суды могут по-разному именоваться (например, они могут быть кантональными, высшими, кассационными либо апелляционными). Самой высшей инстанцией для судов как федерального, так и кантонального уровня является Федеральный суд Швейцарии.

## История
Федеральный суд был основан в 1848 году после завершения реставрации Швейцарии, когда прежнее конфедеративное государство превратилось в федеративное, более прочно объединившее в союз все кантоны, ранее раздробленные в результате Наполеоновских войн. Первоначально Федеральный суд действовал на непостоянной основе и имел сильно ограниченную юрисдикцию. Он был вправе рассматривать только гражданские споры между кантонами или между ними и федеральным правительством, политические преступления (государственная измена, мятеж и насильственный захват власти) и жалобы граждан на действия федерального правительства. Остальные дела были вне его компетенции и рассматривались высшими судами кантонов. Вопросы, касающиеся споров в сфере конституционного права, разрешались вообще на политическом уровне в рамках парламента. В состав суда входило одиннадцать временных судей, совмещавших судебную деятельность с другой, в основном политической.
В 1875 года новая швейцарская конституция установила, что Федеральный суд является постоянно действующим органом, также была расширена его юрисдикция. С этого момента он начинает рассматривать все юрисдикционные споры между федеральными и кантональных властями, споры конституционного характера между кантонами, жалобы граждан на решения кантональных властей, нарушающие их конституционные права, гражданские и уголовные дела, нарушающие федеральное законодательство. Главная задача суда заключалась в обеспечении соблюдения основных прав и свобод граждан и единообразном применении федеральных законов.
Нынешняя Конституция Швейцарии подтвердила и укрепила роль Федерального суда. Она уточнила, что он является высшим судебным органом государства по гражданским, уголовным, административным и конституционным делам, осуществляющим надзор за деятельностью нижестоящих судов федерального уровня.
1 января 2007 года в состав Федерального суда вошёл Федеральный суд по страховым делам, который был в последующем преобразован в две обособленные палаты по социально-правовым вопросам (они, как и бывший Федеральный суд по страховым делам, расположены в городе Люцерн).

## Состав
С начала современной Швейцарии (с 1848 года) судебный орган состоял из одиннадцати судей, занимавших данные должности по совместительству. Суд созывался президентом для рассмотрения дел по месту назначения. После преобразований 1875 году число судей было постепенно увеличено до тридцати человек. Как правило судьями являются члены политических партий. 
В настоящее время в состав Федерального суда может входить от 35 до 45 постоянных судей. Кроме того, в состав могут входить судьи, осуществляющие свою деятельность по совместительству. Максимальное количество таких судей не должно превышать 2/3 от числа постоянных судей. Точное число и персональный состав суда определяется Федеральным собранием. Федеральное собрание также избирает из числа постоянных судей президента и вице-президента Федерального суда со сроком пребывания в должности 2 года (допускается их переизбрание).
В данный момент (2019 год) президентом суда является Ульрих Мейер (нем. Ulrich Meyer), вице-президентом — Марта Никиль (нем. Martha Niquille, в 2005-2007 гг. возглавляла кантональный суд Санкт-Галлена).

## Юрисдикция
Исключительной компетенцией Федерального суда в качестве первой инстанции является рассмотрение конституционных споров между федеральными и кантональными властями, или между кантонами, а также жалоб граждан на нарушения их конституционных прав, допущенные как федеральным правительством, так и властями кантонов. Специальные палаты суда также разрешают все гражданско-правовые споры между федерацией и кантонами, в том числе с юридическими лицами, всевозможными объединениями или гражданами. Суд может принять к рассмотрению любые другие гражданские споры, если стороны изъявили желание разбирать его в Федеральном суде и, если сумма иска удовлетворяет установленный законом размер. 
С участием присяжных в Федеральном суде рассматриваются уголовные дела о государственной измене и других политических преступлениях, о преступлениях международного характера, о преступлениях, совершённых должностными лицами федеральных органов. Федеральный суд является высшей кассационной инстанции по гражданским, уголовным и административным делам. Он может принять к рассмотрению жалобы на решения и приговоры высших кантональных судов, если они противоречат конституции и федеральному законодательству.
В Люцерне находятся две палаты по социально-правовым вопросам, которые рассматривают жалобы на решения кантональных судов по вопросам социального обеспечения.

### Конституционное правосудие
В рамках конституционной юрисдикции Федеральный суд разрешает:
- жалобы граждан на нарушение конституционных прав;
- жалобы на нарушение принципа автономии общин во внутренних делах и других гарантий кантонов;
- жалобы на нарушение государственных договоров или договоров кантонов;
- публично-правовые споры между федерацией и кантонами или между кантонами.

В отличие от других судов, осуществляющих конституционный контроль, Федеральный суд имеет по сравнению с ними существенное ограничение. Он не вправе проверять конституционность законов, принятых федеральным парламентом и международных договоров, подлежащих ратификации, то есть указанные правовые акты де-факто признаются соответствующими конституции и Европейской конвенции о правах человека. Даже, если в последующем будет обнаружено их противоречие, действие таких правовых актов не прекращается, пока их недопустимость не будет признана в рамках ЕСПЧ. Вместе с тем проверка на конституционность постановлений федерального правительства или правовых актов какого-либо из кантонов возможна.
Ограничение подобного рода является отражением исторического развития Швейцарии. Когда в 1875 году принималась вторая конституция современной Швейцарии, кантоны пытались не допустить централизации государственной власти и не дать федеральным органам отменять законы, принятые парламентом, поскольку некоторые из них были приняты посредством референдумов.

## Структура
Организационно Федеральный суд состоит из следующих отделений (палат):
- Первая палата публичного права — рассматривает жалобы на нарушения основных конституционных прав, гарантированных конституцией;
- Вторая палата публичного права — рассматривает дела в сфере государственного управления, налогообложения, финансовых рынков, административного права и иные, вытекающие из публичного права, включая конституционные жалобы в этих сферах;
- Первая палата гражданского права — рассматривает гражданско-правовые споры между федеральными и кантональными властями или между кантонами, а также конституционные жалобы в области обязательственного права, договоров страхования, интеллектуальной собственности, конкуренции, международного арбитража;
- Вторая палата гражданского права — рассматривает дела, связанные с семейным, наследственным, земельным и вещным правом, а также корпоративным правом и банкротством, включая конституционные жалобы во всех этих сферах;
- Кассационная палата по уголовным делам — рассматривает кассационные жалобы по уголовным делам, в том числе конституционные жалобы на положения материального и процессуального уголовного права;
- Первая палата по социально-правовым вопросам — рассматривает дела и конституционные жалобы в области страхования по безработице, социальной помощи, военного страхования;
- Вторая палата по социально-правовым вопросам  — рассматривает дела и конституционные жалобы в области медицинского страхования, страховок по старости, инвалидности, потере кормильца и т.п.;
- Апелляционный комитет — рассматривает апелляционные жалобы на решения суда.